# Гейе, Идрисса (футболист, 2006)
Идрисса́ Гейе́ (фр. Idrissa Guèye; родился 16 сентября 2006, Мбур, Сенегал) — сенегальский футболист, нападающий французского клуба «Мец» и сборной Сенегала.

## Клубная карьера
Воспитанник сенегальских команд «Мбур Спорт» и «Женерасьон Фут». 10 января 2025 года Гейе присоединился к французскому «Мецу». На следующий день, 11 января, дебютировал за новый клуб, выйдя на замену в матче Лиги 2 против «Лорьяна». Неделю спустя, 18 января, забил свой первый гол за «Мец» в матче чемпионата против «Парижа».

## Карьера в сборной
Выступал за сборную Сенегала до 17 лет и за главную сборную страны.